# Marceli Srokowski
Marceli Mieczysław Srokowski (ur. 10 listopada 1917 w Majdanie Średnim, powiat Nadwórna, zm. 6 listopada 2005) – uczestnik II wojny światowej w szeregach Armii Czerwonej i Wojska Polskiego, oficer aparatu bezpieczeństwa, pułkownik MO.

## Życiorys
Urodził się w robotniczej rodzinie Józefa i Marii. Wykształcenie średnie, z zawodu buchalter. Członek PPR i PZPR. Od 1 maja 1941 żołnierz Armii Czerwonej, od lipca do września 1941 walczył na froncie wschodnim. Zdemobilizowany w kwietniu 1942. Od kwietnia 1943 żołnierz 1 Dywizji Piechoty im. Tadeusza Kościuszki, absolwent szkoły oficerskiej, uczestnik bitwy pod Lenino, dowódca baterii moździerzy w 3 pp. Od kwietnia do lipca 1944 słuchacz szkoły NKWD w Kujbyszewie.
W UBP od 22 sierpnia 1944 do 10 listopada 1976. Od 22 sierpnia 1944 w dyspozycji szefa WUBP w Lublinie, funkcjonariusz Sekcji 6. WUBP w Lublinie, od 12 stycznia 1945 kierownik Sekcji Śledczej WUBP w Kielcach, od 9 sierpnia 1945 w dyspozycji MBP, od 22 października 1945 zastępca naczelnika Wydziału I WUBP w Kielcach, od 21 lutego 1946 naczelnik Wydziału I. Od 15 kwietnia 1946 naczelnik Wydziału Śledczego WUBP w Poznaniu, od 15 marca 1949 zastępca szefa WUBP w Białymstoku, od 5 sierpnia 1951 kierownik Sekcji 1. Wydziału III Departamentu Śledczego MBP, od 1 kwietnia 1955 inspektor inspektoratu przewodniczącego Komitetu ds. Bezpieczeństwa Publicznego.
Od 28 listopada 1956 inspektor inspektoratu dyrektora Departamentu III MSW, od 1 września 1959 inspektor Działu I Głównego Inspektoratu MSW, od 1 marca 1965 inspektor Zespołu II MSW, od 1 stycznia 1975 starszy inspektor Wydziału II MSW, od 30 sierpnia 1975 starszy inspektor Grupy Rezerwowej Departamentu Kadr MSW. 
Był mężem Janiny z Zimnych (1922–1995). 
Zmarł 6 listopada 2005. Pochowany na cmentarzu Komunalnym Północnym w Warszawie (kwatera S-III-16-9-14). 

## Ordery i odznaczenia
- Krzyż Kawalerski Orderu Odrodzenia Polski (10 października 1945)[4]
- Medal „Zasłużonym na Polu Chwały”